# Fenegyerek
Fenegyerek, a „félelem nélküli ember”, valódi nevén Matt Murdock egy kitalált szereplő, szuperhős a Marvel Comics képregényeiben. Első megjelenése a Daredevil első számában volt 1964 áprilisában. A szereplőt Stan Lee író, Bill Everett és Jack Kirby rajzolók alkották meg.
Matt Murdock fiatal korában egy baleset következtében elveszítette látását, de ezzel egy időben másik négy érzékszerve; hallása, szaglása, tapintása és ízlelése emberfeletti módon kifinomulttá vált. Emellett szert tett egy ötödik, radarérzéknek nevezett képességre, mely segítségével vaksága ellenére „látja” környezetét. A Fenegyerek azt is meg tudja mondani, hogy egy személy hazudik-e vagy sem, csak a szívverések változásainak meghallgatásával (bár azok az emberek, akiknek szívritmus-szabályozójuk van vagy akik képesek irányítani a szívverésüket, becsaphatják őt), és azonosíthatja az embereket a szívverésük sajátos mintái alapján is.
A Fenegyerek képregénysorozatán számos, a szakmában mára legendás hírnévnek örvendő alkotó dolgozott, többek között Jack Kirby, Wally Wood, id. John Romita és Gene Colan. Igazi népszerűségre azonban csak a kései 1970-es és korai 1980-as években tett szert, mikor Frank Miller csatlakozott az alkotói csapathoz.

## A megjelenés története

### Megszületése a képregény ezüstkorában
A Fenegyerek saját képregényfüzetének címszereplőjeként lépett színre a képregény ezüstkorában, 1964 áprilisában a Daredevil első számában. A füzet írója Stan Lee volt, rajzolója Bill Everett. Az első szám megjelenése igen kalandos volt, mivel Everett le volt maradva munkájával, és a csúszás a kiadónak több ezer dollárjába került. A füzet kihúzói Steve Ditko és Sol Brodsky voltak, ők töltötték ki az üresen maradt háttereket. Mellettük Jack Kirby is besegített a munkába, ő készítette le a képregény borítóját, és az új szereplő megjelenése is részben az ő vázlatai alapján jött létre. A füzet első oldalát Brodsky ollózta össze Kirby bortórajzából. Az első oldal beírója Artie Simek volt, míg a további oldalakon Sam Rosen dolgozott. Hogy Kirby még milyen formában és mélységben működött közre a füzetben, nem tudni. Az első számban mutatkoztak be a sorozat állandó mellékszereplői, Foggy Nelson, Matt Murdock barátja és ügyvédtársa, valamint titkárnőjük Karen Page. Everett csupán ennek az egy számnak volt a rajzolója, mivel akkori főállása mellett nem jutott ideje rá, hogy képregényeken dolgozzon, így két évre fel is hagyott vele. Stan Lee ezzel szemben még évekig maradt a Fenegyerek sorozatának írója. A Daredevil rajzolója Everett után Joe Orlando, majd pedig az 5. számtól Wally Wood lett. Wood nevéhez fűződik a Fenegyerek ma ismert vörös jelmezének megalkotása, mely első alkalommal a hetedik számban szerepelt. A klasszikus történetben a Fenegyerek Namorral, a Torpedóval bocsátkozott egyenlőtlen küzdelembe, melyet persze nem nyerhetett meg.
Amit nagyon szerettem írni, hogy a hősök egymás ellen harcolnak, nekem pedig ki kellett találnom egy befejezést, ami egyiküket sem feketíti be, vagy tünteti fel erősebbnek a másiknál. A legjobb példa erre a Daredevil egyik száma (a hetedik), amiben a Fenegyerek a Torpedóval harcol. Imádtam annak a történetnek a végkifejlettét! Annyira tökéletesre sikerült. A Fenegyerek alulmaradt, de a végén éppolyan hősiesen állt ott mint a Torpedó.
A 9. számtól Wood vázlatai alapján a képregény aranykorának egyik nagy alakja, Bob Powell lett a sorozat rajzolója a 10. számig. A 11. számot Bob Powell rajzolta, Woods kihúzóként közreműködött. A 11. szám egyben az utolsó is volt, melyen Woods és Powell együtt dolgozott. Őket id. John Romita követte, aki éppen pár hete hagyta ott a Marvel nagy riválisát, a DC Comicsot.
Nagyjából két héttel azután, hogy otthagytam a DC-t, a Fenegyerek sorozatához kerültem. George Kashdan felhívott és megkérdezte, hogy nem akarom e átvenni Metamorpho füzetét, mivel Ramona Fradon éppen akkor hagyta ott. Bántam is a dolgot, mert közben már megállapodtam Stannel. Azt hiszem ők többet is fizettek volna. Csak a bolond és naiv becsületérzetem tartott vissza attól, hogy megmondjam Stannek; visszamegyek a DC-hez. Így aztán Stannel maradtam, és azt hiszem ez jó döntés volt.
Romita a DC-nél évekig csak romantikus képregényeken dolgozott és úgy érezte kiégett. Rajzolást nem is akart vállalni, csak kihúzói munkát. Stan Leenek végül sikerült rávennie, hogy készítse el a Daredevil következő számának borítóját és néhány belső oldalt. Az átállás a romantikus képregények képi világáról a szuperhősöket felvonultató füzetekére azonban kis időt vett igénybe, ezért Romita a 12. és 13. számon még Jack Kirbyvel együtt dolgozott. A 16. és 17. számban Pókember vendégszerepelt a sorozatban. Romita már ekkor úgy érezte, hogy Lee próbára akarja tenni őt, hogyan boldogul a másik szereplővel. A sejtés beigazolódott és Stan Lee felkérte őt, hogy vegye át az Amazing Spider-Mant. Romita később úgy nyilatkozott, hogy csak azért vállalta Pókember sorozatát, mert Lee megkérte, hogy segítse ki. Valójában nem vágyott rá, hogy Pókember történeteit rajzolja, és szívesebben maradt volna a Fenegyerek mellett. Romita a Daredevil 19. számán dolgozott utoljára, valamint még ő rajzolta a 20. szám borítóját. Bár Romita csupán nyolc számnak volt a rajzolója, munkássága alatt a füzet a Marvel legjobb eladási százalékot teljesítő lapja lett, bár tény, hogy kisebb példányszámban is került terjesztésre mint a kiadó akkori sikerfüzetei, a Pókember és a Fantasztikus Négyes. Gene Colan 1966 szeptemberében, a 20. számmal lett a sorozat rendszeres rajzolója és néhány szám kivételével egészen 1973 közepéig ő dolgozott rajta. Akárcsak Stan Lee másik sikersorozatának, Pókember kalandjainak, úgy a Fenegyerek sorozatának is szerves részét képezte a főszereplő saját személyes tragédiája és magánélete. Foggy Nelson, Karen Page és Matt Murdock között hamarosan szerelmi háromszög bontakozott ki. A hétköznapokban Murdock ugyanolyan hétköznapi ember volt, mint bárki más, hétköznapi problémákkal. Colan visszaemlékezése szerint Stan Lee egyszer ezt tanácsolta neki: „Tedd a szereplőket sebezhetővé, alkalmanként legyenek náthásak. Legyenek olyanok mint a valódi emberek, hogy az olvasók azonosulhassanak velük.”
Bár a Fenegyerek sorozata politikai témákkal nemigen foglalkozott, ez alól némiképpen kivétel az 1964 decemberében megjelent 47. szám Testvér, fogd a kezem! (Brother, Take My Hand!) című története. A cselekmény központjában egy volt rendőr állt, akit megvesztegetés vádja miatt menesztettek a testülettől. A férfinek a vietnámi háború alatt megsérült a szeme, látását pedig éppen akkor veszítette el teljesen mikor az általa bálványozott hős, Fenegyerek meglátogatta a katonákat. Az államokba visszatérve Matt Murdock a bíróságon bebizonyította, hogy a férfit hamis vádakkal illették és visszaadta annak bizodalmát a jövőben. Még a történet elején, a Vietnámból hazainduló Murdocknak ez járt a fejében: „Háború! A legkegyetlenebb, a legőrültebb, és a leghitványabb megtestesülése mindannak, ami rossz az emberiségben.” Stan Lee nézeteinek változása a Vietnámban folyó eseményekről jól tetten érhető ebben az egy mondatban, főleg ha szembeállítjuk egy másik, 1963 elején megalkotott szuperhősével, Vasemberrel, aki mint antikommunista hős látta meg a napvilágot.
Stan Lee az 50. számmal, 1969-ben búcsúzott a sorozattól mint író, utóda Roy Thomas, majd őt követően a 72. számtól Gerry Conway lett. Conway egy új, állandó mellékszereplővel, a Fekete Özveggyel bővítette a sorozat szereplői gárdáját, aki a 81. számban tűnt fel először. Ugyanakkor ezzel szinte egy időben, a 86. számmal Murdock volt titkárnője és szerelme, Karen Page hosszú időre elhagyta a sorozatot. A Fenegyerek kalandjainak helyszíne is megváltozott, a 87. számban Murdock új szeretőjével, a Fekete Özveggyel New Yorkból San Franciscoba költözött és ott harcoltak együtt a bűn ellen.

### A bronzkor
A képregény bronzkora nagyjából az 1972 októberében megjelent Daredevil 92. számával köszöntött be. A korábban a sorozatba csöppent Fekete Özvegy a füzet másik címszereplője lett és a képregény a 92. számtól kezdődően egészen a 107-ig, több mint egy éven át Daredevil and the Black Widow címen jelent meg. Gerry Conway a 98. számmal, 1973 áprilisában vált meg a sorozattól. Conway a 97. és 98. számon már a Daredevil új írójával, Steve Gerberrel dolgozott együtt. Fenegyerek kalandjai az egyik első sorozat volt, melyen Gerber a Marvelnél dolgozott. Az 1970-es években a Daredevil egyike volt azon sorozatoknak, amiket kezdő írókra bíztak. A füzet eladott példányszáma nem volt magas, de viszonylag stabilnak volt mondható, így az új írók alacsony kockázattal gyakorolhattak rajtuk. Gene Colan a 98. szám után, már csak rendszertelen időközönként volt néhány szám rajzolója. Colant követően Bob Brown 1974 és 1977 között volt a Daredevil rendszeres rajzolója, de rajta kívül 1976 végén John Buscema, John Byrne és Sal Buscema is dolgozott néhány számon. A 108. számban a Fenegyerek ismét visszatért New Yorkba, és a Fekete Özvegy is egyre inkább visszaszorult a sorozat mellékszereplői közé. Steve Gerber a 117. számmal vált meg a sorozattól. A Daredevil új írója átmenetileg Tony Isabella lett, akit a 124. számmal kezdődően Marv Wolfman követett. Isabella és Wolfman egyaránt a klasszikus Stan Lee-történetek hangulatát igyekeztek visszahozni. Tony Isabella emellett több humort is csempészett történeteibe. A füzetben egyre több alkalommal szerepelt Nick Fury, a S.H.I.E.L.D. nevű nemzetvédelmi szervezet igazgatója, valamint a HYDRA nevű bűnszervezet. A sorozat szerkesztőjének, Len Weinnek azonban nem nyerték el tetszését Isabella munkái és eltávolította a sorozattól. Wein a 124. számban társíróként is közreműködött az új rendszeres író, Marv Wolfman mellett.
Soha nem voltam túl elégedett az én Fenegyerekemmel – nem sikerült megtalálnom azt, ami a sajátommá tette volna, ahogyan az Frank Millernek sikerült egy-két év múlva. Ezért megpróbáltam keresni valamit ami megragad, és reméltem így az olvasókat is. Végül azonban nem találtam semmit, ami „az én egyedi Fenegyerekemmé” tette volna, és kértem, hogy helyezzenek át a sorozattól.
Wolfman a tudományos-fantasztikus műfaj elemeivel is próbálkozott megújítani a Fenegyerek kalandjait. Ennek követe az Égen Járó (Sky-Walker) nevű új ellenfél volt, aki a 128. számban tűnt fel először a füzetben, de egyben utoljára is. Amellett azonban, hogy Wolfman nem tudta megtalálni helyét a sorozatban, az ő nevéhez fűződik talán minden idők legádázabb Fenegyerek-ellenfelének, Célpontnak a megalkotása is, aki a sorozat 131. számában szerepelt először.
Marv Wolfman az 1977 márciusában megjelent 143. számán dolgozott utoljára. A 144. és 145. szám írója Gerry Conway és Jim Shooter volt. Shooter, a Marvel akkori segédszerkesztője kényszerből került a sorozathoz Conway távozása, és az így üresen maradt írói helyek miatt. Más sorozatai és szerkesztői munkája mellett azonban csak nehezen tudta betartani a határidőket, így végül a kiadó főszerkesztője, Archie Goodwin elvette tőle a sorozatot. „Üdítő érzés volt a Fenegyerek írójának lenni. Hihetetlenül gazdag és egyedi szereplő, tele lehetőségekkel. Sajnálom, hogy nem fektethettem bele több időt.” – mondta később Shooter. A Fenegyerek kalandjain való rövid munkája során Jim Shooter olyan rajzolókkal dolgozott együtt mint Gil Kane, Lee Elias, George Tuska és Carmine Infantino. Később így emlékezett vissza a velük való közös munkára:
Szerettem együtt dolgozni Gil Kane-nel, számomra ő minden idők egyik legnagyobbja. Lee Elias briliáns volt és öröm vele együtt dolgozni, de a stílusát – ami kicsit régimódi volt (amit én imádtam!) – sok olvasó nem kedvelte. George Tuska akkora már zseniális pályafutása vége felé közeledett, már alig hallott és a kommunikáció is nehézkes volt vele. Annak ellenére, hogy a rajzain esetenként megcsillant az, ami korának egyik nagyjává tette, nem hiszem, hogy a Fenegyereken végzett munkája a közelében is lett volna annak amire képes volt. Carmine Infantino munkája annyira stilizált volt, hogy az emberek vagy szerették vagy gyűlölték. Sokszor adódtak problémák azzal, ahogyan a történetet mesélte a képekkel. Carmine volt az egyetlen, aki ragaszkodott hozzá, hogy panelről panelre pontos utasításokkal lássam el, és még így is fura látószögeket alkalmazott és félreértelmezett több jelenetet. Mindenki más jobban szerette ha több szabadságot kap és ha maguk értelmezhették a történetet mozgóképszerűen.

#### A Frank Miller-éra
Roger McKenzie Jim Shootert követően 1978 májusában, a 152. számmal lett a Daredevil írója (a 151. számon még közösen dolgoztak Shooterrel). McKenzie első néhány számán Gene Colan rajzolóval dolgozott, majd a sorozat korábbi írója, Jim Shooter, a Marvel akkori főszerkesztője egy fiatal és tehetséges rajzolóra, Frank Millerre bízta a munkát. A Fenegyerek kalandjainak a népszerűsége ekkor már mélyponton volt és a kiadó pénzügyi részlege a megszüntetését sürgette. McKenzie és Miller összesen nyolc számon dolgoztak együtt, az utolsó kettőn Miller már mint társíró is közreműködött a történetben. Miller fontolgatta, hogy otthagyja a sorozatot, mivel nem tetszettek neki McKenzie szkriptjei, de Shooter lebeszélte erről. Denny O’Neil, a sorozat szerkesztője végül áthelyezte McKenzie-t és a 168. számtól Frank Miller lett a sorozat írója és rajzolója egyben. O’Neilt erre a döntésre Shooter visszaemlékezése szerint Miller egyik benyújtott írása, az első Elektra-történet ösztönözte.
…amíg Roger McKenzie át nem vette a sorozatot, a Fenegyerek egy gyenge Pókember-másolat volt. McKenzie kezdte érdekesebbé tenni, utána pedig Frank vette át a munkát. (Őszintén szólva, nem hiszem, hogy McKenzie bárhol is megkapná azt az elismerést, amit megérdemelne amiért elkezdte azt, amiért Frank a dicsőség oroszlánrészét learatta.) Frank munkája után, a Fenegyerek sokkal valóságosabb lett – nos, már amennyire egy vak férfi emberfeletti érzékszervekkel az lehet.
Bár Miller és McKenzie történetei lényegesen különböznek egymástól, mégis McKenzie volt az az író, aki a Fenegyerek sorozatát a megszokott szuperhős-szuperbűnöző heroikus küzdelme helyett a nagyvárosi bűnözés sötét világába helyezte át. Bár a ezt korszakot gyakran csak „Frank Miller-érának” nevezik, Fenegyerek újraalkotásában Miller mellett McKenzie és Klaus Janson, aki 1981 és 1983 között volt a Daredevil rajzolója is fontos szerepet játszott. Miután Miller 1981-ben íróként átvette a sorozatot, a Daredevil, melyet nemrég a kiadó még meg akart szüntetni, a Marvel egyik legsikeresebb képregényfüzete lett.
McKenzie és Miller utolsó közös munkája, melyen Miller még csak mint rajzoló közreműködött, az 1980 májusában megjelent 164. szám Exposé című történet volt. A történet egyszerű, ugyanakkor igen drámai. A vak szuperhős egy kórházban lábadozik az előző számban való összecsapása után a Hulkkal. A Fenegyereket itt keresi fel egy újságíró, Ben Urich, aki szembesíti a hőst a feltételezésével, miszerint ő Matt Murdock. Murdock először tagad, majd mégis beismeri hogy valójában ki is ő és elmeséli Urichnak hogyan lett belőle álarcos bűnüldöző. A történet remek példája annak, hogy a képregényekben a képek és a szöveg mennyire képes összhangban egymásra épülni. A harmadik oldal alján, egy hat panelre osztott képsorozat nélkül pusztán a szöveg nem lenne képes megértetni az olvasóval, hogy Murdock végül miért fedi fel magát Urich előtt.
Soha nem terveztem, hogy szuperhősöket fogok rajzolni. A kedvenc műfajom mindig is a bűnügyi történetek voltak. Az egyik oldalon ott voltam én, aki végigjárta New York kiadóit egy korai verziójával annak, amiből évekkel később megszületett a Sin City – a másik oldalon pedig a szerkesztők, akik azt mondták, hogy csakis „harisnyás fickók” kiadásával foglalkoznak. Akkoriban a „megszoksz vagy megszöksz” idők járták, szóval én inkább alkalmazkodtam. A Fenegyerekkel megtaláltam amit kerestem: a hős egyedisége maga a fogyatékossága. Vak. Megcsinálhattam a magam krimi-képregényét. Will Eisner The Spirit sorozatának példáját követtem. Ő egy maszkot adott a hősére, hogy a kiadó is boldog legyen. Nekem ott volt egy vak fickó piros harisnyában.
Miller rögtön az első önálló történetében, a 168. számban egy retconnal kezdte, bemutatta Elektrát, Murdock szerelmét egyetemi éveiből, akiből utolsó találkozásuk óta bérgyilkos lett. A Pókember sorozatában évekkel korábban bemutatkozott Vezér, New York alvilágának koronázatlan királya lett a Fenegyerek legfőbb ellenfele. A Vezér ideális ellenfél volt a Fenegyerek számára Miller új világában, mivel tekintélyes mérete és testi ereje ellenére is inkább zseniális alvilági bűnöző, mint szupergonosztevő volt.
Frank Miller a Daredevil 170. számát arra használta, hogy felépítse a Vezért. Az a Vezér története, néhány jelenettel amiben a Fenegyerek is szerepel. Mert mikor Frank visszahozza a Vezért, azt akarja, hogy az olvasó tudja, ezzel az alakkal vigyázni kell.
A Miller által gyakran használt másik gonosztevő a pszichopata Célpont volt. A cselekményben egyre nagyobb szerepet kapott Manhattan a Hell’s Kitchen, magyarul „a Pokol konyhájának” becézett rossz hírű városrésze, mely mára teljesen egybeforrt Fenegyerek alakjával.
Miller író munkássága egyben a Fenegyerek addigi legsötétebb korszakát is jelentette. A 181. számban Célpont meggyilkolta Murdock régi szerelmét, Elektrát. A történetekben olyan kényes témák is felmerültek mint a kiskorúak kábítószer fogyasztása. Miller utolsó, Rulett (Roulette) című történetében a Fenegyerek orosz rulettet játszott a kórházi ágyon fekvő, magatehetetlen Célponttal, akit korábban majdnem megölt amiért az meggyilkolta szerelmét. A „játék” közben egy megrázó történetet mesélt arról, hogyan tette tönkre egy gyerek életét, aki korábban bálványozta őt.

#### Miller árnyékában: a Dennis O’Neil-éra
Frank Miller távozása után Alan Brennert és Larry Hama egy-egy számnak voltak az írói, majd a 194. számmal a sorozat korábbi szerkesztője, Dennis O’Neil vette át ezt a feladatot, jobbára azért, mert senki más nem jelentkezett rá. O’Neil egy későbbi interjújában úgy nyilatkozott, hogy Miller diadalmenete után kicsit ő is tartott átvenni a sorozatot. Első nagyobb történetében, melyben a kiadó egyik legnépszerűbb szereplője, Rozsomák is vendégszerepelt, a Fenegyerek Japánba utazott, felhasználva ezzel a Miller által a történetekbe beépített keleti elemeket. Ugyanennek a történetnek egy mellékszálában O’Neil visszahozta a Fenegyerek legnagyobb ellenfelét, Célpontot is. A Miller-éra végét a 198. szám jelentett, mikor Klaus Jansont a Miller-történetek rendszeres rajzolóját William Johnson váltotta le. Dennis O’Neil alkotótársa, akivel a legtovább dolgozott együtt a sorozaton David Mazzucchelli volt, aki a 208. számmal vette át a Daredevil rajzolását. „David volt a kedvenc Fenegyerek-rajzolóm, és egyben az egyik legjobb munkatárs is akivel együtt dolgozhattam.” – mondta később O’Neil. A történeteknek továbbra is fontos eleme maradt a Miller által örökül hagyott realizmus. A Fenegyerek mellett Matt Murdock, mint magánember és ügyvéd továbbra is fontos szerepet játszott. A sorozat 219. számában, egyetlen történet kedvéért Frank Miller átvette O’Neil helyét az írói székben. A Badlands című önálló és igen szokatlan történetben Matt Murdock szinte mellékszerepbe szorult. Fenegyerekként meg sem jelenik és az egész történet során egyszer sem nevezik meg, mint egy idegen csöppen bele a poros kisváros, Broken Cross életébe. O’Neil történetei közül talán a legdrámaibb a 220. számban megjelent Köd (Fog) volt, melyben Murdock volt barátnője, Heather Glenn a szakításuk miatt öngyilkos lett.
O’Neil egyik utolsó írása a korábban megjelent nagy sikerű Titkos háború című crossover folytatásaként megjelent Titkos háború 2 kapcsolódó története volt. A Daredevil 223. számában megjelent, Az ár (The Price) című történetben a crossover központi alakja, a mindenható Túlontúli Murdockot és társát, Foggy Nelsont akarta megbízni azzal, hogy találjanak rá megoldást, hogyan vehetné legálisan birtokba az egész bolygót. Foggy a csábító ajánlat hallatán azonnal kutatni kezdett a lehetetlennek tűnő jogi megoldás után, Murdock azonban nem volt biztos benne, hogy részt akar-e vállalni a rendhagyó megbízásban. A Túlontúli tudta, hogy Murdockot erős igazságérzete miatt pénzzel nem vásárolhatja meg, ezért fizetségképpen visszaadta a vak férfi látását. Murdock egy napon át élvezte a fizetséget, de végül úgy érezte, hogy látása minden perccel fontosabbá válik számára, és attól félt, hogy később akár még az igazság iránt való elhivatottságát is képes lenne feladni érte. Ezért inkább visszautasította a fizetséget és a Túlontúli megbízását.

### A Fenegyerek a képregények modern korában

#### A Fenegyerek újjászületése: Frank Miller visszatér
A képregények modern korának beköszöntése a Fenegyerek sorozatában megközelítőleg Frank Miller visszatérésnek idejére tehető. Miután O’Neil megvált a sorozattól a Daredevil szerkesztője, Ralph Macchio, bár kétségei voltak, hogy elvállalja, mégis elsőként Millert kérte fel, hogy folytassa a sorozatot. Miller másnapra meg is írta az első számot és körvonalazta a sorozat cselekményét a következő évre is. Miller Újjászületés (Born Again) című története legendássá és mérföldkővé vált a sorozatban, és az író pályafutásának egyik legsikeresebb történeteként tartják számon. Az Újjászületés első része, a Daredevil 227. száma 2001-ben az olvasók szavazatai alapján a 11. helyre került minden idők legjobb 100 Marvel-története között.
…a Fenegyerek egyre depressziósabb lett és üldözési mániában kezdett szenvedni. A fickó elindult a lejtőn! (…) A Fenegyerek sötét oldalát fogom a középpontba állítani. Fel fogom használni Denny (O’Neil) munkáit is a Fenegyerek jellemábrázolásához, de a szereplő idegösszeroppanásának folyamata már a 191. számban, az általam írt utolsó történetben elkezdődött. Sőt, a jelleméből adódó hibái már az első számban is jelentkeztek. (…) A történetből egy hihetetlenül pozitív szereplő fog felemelkedni.
Miller realisztikus és sötét stílusával ott folytatta munkáját a sorozaton, ahol 1983-ban abbahagyta. A történet legelső képkockáitól kezdődően, amiken Murdock egykori titkárnője és barátja, az időközben a pornóipar és a kábítószer által lezüllesztett Karen Page eladta a férfi titkos személyazonosságát a Vezér egyik emberének, Murdock élete kártyavárként omlott össze. Elveszítette az otthonát, az állását, a barátnőjét és még tiszta gondolkodását is. Az Újjászületéssel egy időben jelent Miller egy másik klasszikussá vált története a DC Comics-nál, a A Sötét Lovag visszatér. Míg az utóbbi valódi szuperhős történet, melyből a későbbi Batman-filmek is sokat merítettek, addig az Újjászületésben Miller lehántott minden, a szuperhős-képregényekre általában jellemző elemet. A főhős maga volt az áldozat, gyenge és elkeseredett. Murdock csupán a történet végén öltötte ismét magára Fenegyerek-öltözékét. Csak miután a Vezér, illetve maga Miller szinte teljesen elpusztította Matt Murdockot, kezdi el ismét felépíteni a szereplőt alaptulajdonságai darabjaiból. Matt Murdock, a Fenegyerek pokoljárásának fő szála mellett Foggy Nelson, Karen Page és Ben Urich is legalább ilyen hangsúllyal szerepeltek Frank Miller történetében.
Miután Frank Miller David Mazzucchellivel befejezte a hétrészes Újjászületést, az előzetes tervek ellenére mégis ismét megvált a sorozattól. Miller még egy másik kétrészes történetben is közreműködött volna, mielőtt az új rendszeres író átvette volna a sorozatot. A történet rajzolója Walt Simonson lett volna és Doktor Strange is vendégszerepelt volna benne. A megjelenési beosztásban azonban egyre hátrébb csúszott a történet, és végül soha nem is jelent meg.

#### Az Ann Nocenti-éra
Frank Miller a 233. számmal ismét megvált a Fenegyerek sorozatától, melynek őt követően nem lett azonnal rendszeres írója. Ann Nocenti első története a Daredevil 236. számában jelent meg, de eredetileg csak beugróként dolgozott volna a sorozaton, amit később Steve Englehart vett volna át. Englehart azonban úgy döntött mégsem vállalja a sorozatot, mivel Nocenti az Amerikai álom (American Dreamer) című történetében úgy használta fel a Fekete Özvegyet, ami az ő terveivel nem lett volna összeegyeztethető. Nocenti a 238. számmal lett a füzet új rendszeres írója. Frank Millerrel együtt a 233. számmal David Mazzucchelli is elhagyta a sorozatot. Távozását követően a Daredevil több mint egy évig nem rendelkezett állandó rajzolóval. Steve Ditko, Barry Windsor-Smith, Louis Williams, Sal Buscema, Todd McFarlane, Keith Pollard, Chuck Patton, Tom Morgan, Keith Giffen és Rick Leonardi néhány, vagy éppen csak egyetlen szám erejéig csatlakoztak az alkotói gárdához. Ifj. John Romita a 250. számmal, 1988 januárjában lett a Daredevil rendszeres rajzolója és ezt követően másfél éven át dolgozott együtt Ann Nocentivel.
Nocenti első írásában megjelenő „amerikai álom” ironikus motívuma későbbi történeteiben is többször felbukkant, mely „saját szeretet/gyűlölet viszonyát fejezte ki azzal a felszabadító/elnyomó, emberbarát/imperialista, édes/rothadt országgal szemben, amiben élt”. Nocenti maga sem gondolta, hogy sokáig dolgozhat a sorozaton, főképpen Miller nagy sikerű Újjászületés-története után, így saját szavaival élve „az utolsó vacsora a siralomházban mentalitással” írt. Történeteiben számos kényes és máig aktuális téma merült fel mint a szegények és gazdagok közötti különbségek (242. szám), a nők elleni erőszak és bántalmazás (243. szám), a fajgyűlölet (248–249. szám), a nukleáris fegyverkezés és környezetszennyezés (250. szám), a vietnámi háborúban az amerikai katonák által is elkövetett bűnök (258. szám), vagy éppen az állati jogok (271. szám).
A képregények remek dolgok, mert bármilyenek lehetnek. Néha pusztán szórakoztatóak, néha halálosan komolyak. Bármi belefér. Igen, arról váltam ismertté, hogy mint valami részeg alak egy bárban, olyan dolgokról beszéltem dagályosan amikben szenvedélyesen hittem. (…) De a másik oldalon ott van, hogy számos „soha többé nem fogok húst enni”-levelet kaptam az állati jogokkal foglalkozó történet után. Egyszer írtam egy történetet az alkoholizmusról, és kaptam egy „a családom összeült és együtt olvastuk el a képregényedet, és az apukám megígérte, hogy abba fogja hagyni az ivást”-levelet. Ezektől a levelektől néhány másodpercre valószínűtlenül jól éreztem magam. De persze… az élet kemény és hova máshova szökhetnél a sok szarság elől, ha már a képregényekhez sem? Szóval egyetértek és ellenzem a saját fellengzős írásaimat. Valószínűleg több könnyedebb és csupán féktelenül száguldó történetet kellett volna írnom.
Nocenti számos új mellékszereplőt és ellenfelet is bemutatott a sorozatban. Az új gonosztevők közül a legsikeresebb Typhoid Mary volt, egy személyiségzavarban szenvedő nő, akit a Vezér azért bérelt fel, hogy elpusztítsa a Fenegyereket. Az írónő egyik legrendhagyóbb története, mely jelentősen elütött a korábbi Fenegyerek-kalandoktól a sorozat 278. és 282. száma között jelent meg. A Fenegyerek itt a pokolban szállt szembe a Marvel-univerzum ördögével, Mephistoval. Nocenti ebben a történetben a Fenegyerek lelki tisztaságát akarta próbára tenni egy misztikus létsíkon. Mivel New York városától átvitt értelemben már csak egy lépés a pokol, a helyszín valójában nem is volt olyan idegen a főhőstől – nyilatkozta Nocenti egy későbbi interjúban. Az írónő utolsó történetében, melyben már Lee Weeks és Kieron Dwyer rajzolókkal dolgozott együtt, Murdock elveszítette emlékezetét és Jack Murdock néven ökölvívónak állt. A Fenegyerek ruháját Célpont öltötte magára és így folytatta bűnözői pályafutását. A sorozat alcíme ekkor, a 285. számmal változott a „félelem nélküli emberről” a „kegyelem nélküli emberre”. A történet végén, a 290. és 291. számban Matt végül visszaszerezte emlékezetét és Fenegyerek-személyazonosságát. Ann Nocenti a történet végén a 291. számmal vett búcsút a Fenegyerek sorozatától 1991 áprilisában.
Bár csak néhány hónapot dolgoztunk együtt (Ann Nocentivel) elmondhatom, hogy remek munkatárs volt. A Daredevil volt a nagy áttörésem a szakmában, ő pedig segített leküzdenem az aggályaimat (nem is tudom, hogy ő tud-e erről egyáltalán!). Ann nagyon jó író, bár politikailag nyugodtan mondhatom, hogy egy világ van közöttünk! Be kell vallanom, hogy voltak pillanatok mikor kicsit meghökkentem, nem magától az írásától, hanem az erős politikai nézetektől amiket beleoltott a munkájába. Úgy gondolom sok rajongó úgy érezhette, hogy ez néha már túlságosan megterhelte a szereplőket. A meggyőződése soha nem is volt kétséges, az biztos.

#### Bukás és bűnbeesés: A D.G. Chichester-éra
D.G. Chichester Ann Nocenti távozását követően a 292. számmal lett a sorozat írója, és kezdettől fogva pontos elképzelései voltak a sorozat megújításával kapcsolatban. Véleménye szerint, a Daredevil a Marvel egyik legjelentősebb sorozata volt, még annak ellenére is, hogy a kiadó nem így bánt vele. Új oldalról akarta megközelíteni a Fenegyerek világát, a „várost”, mint a hős jellemző közegét önálló szereplőként szerette volna bemutatni. A Fenegyerek és leghalálosabb ellenfele, a Vezér párharcát megkopottnak tartotta, így új bűnözőket akart bemutatni. Chichester korai történeteiben több vendégszereplő, a Megtorló, a Szellemlovas, Nick Fury, Pókember és a Nomád is feltűnt. Elképzeléseihez híven Chichester a Daredevil 300. jubileumi számában, A Vezér bukása (Fall of the Kingpin) című történet végén megszabadult a Vezértől, aki a Murdock által megrendezett események következtében összetűzésbe került a HYDRA nevű nemzetközi terrorszervezettel és elveszítette alvilági birodalmát. A 300. számot követően Lee Weeks-et M.C. Wyman, majd pedig a 305. számtól az új állandó rajzoló, Scott McDaniel váltotta le.
Chicester legjelentősebb története, a Bűnbeesés (Fall from Grace) volt, mely a sorozat 319. és 325. számai között jelent meg. A sorozat a történet megjelenése előtt a megszüntetés közelében állt, mivel csupán havi 60 000–70 000 példány fogyott belőle (a legtöbb füzetet 60 000 eladott példány alatt megszüntette a kiadó). A Bűnbeesés előszava a Daredevil 319. számában, 1993 augusztusában jelent meg. A történet fogadtatása igen kedvező volt, a 319. számot új borítóval másodszor is kiadta a Marvel, a sorozat eladott példányszáma pedig a 321. szám megjelenésekor 200 000 fölé ugrott. A történetben a Daredevil csapata, Chicester, Scott McDaniel, Ralph Macchio szerkesztő és Pat Garrahy segédszerkesztő két olyan jelentős változtatást hajtott végre, mely ugyan megragadta az olvasók figyelmet, de egyben meg is osztotta őket, csakúgy mint a Marvel szerkesztőségének munkatársait. Az első, hogy a Fenegyerek új ruhát kapott. Az évtizedek óta változatlan vörös jelmezt egy szürke alapszínű, páncélozott ruhára cserélte. A jelmez megváltoztatása a kiadó munkatársai közül a Daredevil egyik korábbi rajzolójának, id. John Romitának az nemtetszését váltotta ki, aki ekkor a kiadó művészeti igazgatója volt. A másik dolog, mely szintén megosztotta az olvasókat és a munkatársakat Murdock régi szerelmének, Elektrának a visszatérése volt (a cím is valójában inkább rá vonatkozott, mint Matt Murdockra). Ez elsősorban a szereplő megalkotóját, Frank Millert dühítette fel. Az igen szövevényes és több szálon futó történetben számos vendégszereplő megjelent, köztük az élő vámpír Morbius és Silver Sable, valamint olyan ellenfelek is mint Venom és az Infinity War című crossvoer-kalandban feltűnt Pokolivadék, a Fenegyerek gonosz hasonmása. A főhős szempontjából jelentős fordulópont volt, hogy titkos személyazonossága nyilvánosságra került, így kénytelen volt megszervezni látszólagos halálát, mit Matt Murdock, majd ezt követően felvette a Jack Batlin nevet. Az alkotói csapat további konkrét tervekkel is rendelkezett a jövőre nézve. Chicester tervei szerint a nagyobb történetek, mint a Bűnbeesés és az azt követő, A tudás fája (Tree of Knowledge) között személyesebb jellegű füzetek is beékelődtek volna. A nagyobb történetek is különböző hangulatúak és környezetűek lettek volna. Míg A tudás fája központjában a legújabb technológiák álltak, az azt követő nagyobb történet a realizmus talaján maradt volna. A tudás fája című történet után azonban az alkotócsapat változni kezdett, Scott McDaniel a 332. számmal vált meg a füzettől, és nem sokkal ezután Chicestert is áthelyezték. Chicester egy utólag adott interjúban úgy nyilatkozott, hogy a csapat felbomlásának idejére nagyjából sikerült elérniük azt, amit célul tűztek ki maguk elé. A D.G. Chichester-éra hivatalosan A tudás fája utolsó részével, a Daredevil 332. számmal, 1994 szeptemberében ért véget, mely azonban nem az utolsó Chichester-történet volt ami a Fenegyerek első sorozatában megjelent.

#### Az első sorozat utolsó évei
Annak ellenére, hogy Chichester neve egészen a Daredevil utolsó, 380. számáig nem jelent meg újra a füzet alkotói között, az író valójában nem a 332. számmal hagyta ott a sorozatot. A 333. számmal egyetlen, Az emberiség kísértetei (Humanity’s Fathom/Fathoms of Humanity) című ötrészes történet erejéig Gregory Wright vette át a füzet írását. Wright 1989 és 1994 között a Daredevil éves különszámainak írója volt. A történetet, melynek rajzolója Tom Grindberg volt, Jennifer Toth, The Mole People: Life in the Tunnels Beneath New York City című könyve és más New York-i újságcikkek ihlették, melyek azokról az férfiakról és nőkről szolt akik a város csatorna és alagútrendszereiben élnek. Az emberiség kísértetei központi témája az előítélet, az osztálykülönbségek és a fajgyűlölet volt. Chichester eközben egy újabb Fenegyerek-történeten dolgozott, mialatt a kiadón belül is átalakítások zajlottak. A Daredevil főszerkesztője Bobbie Chase lett, a füzet szerkesztője, Ralph Macchio utóda pedig Marie Javins. Chase Marc DeMatteist nevezte ki a sorozat új írójának, Chichesternek azonban nem szólt erről, aki csak akkor értesült a leváltásáról, mikor szerkesztője, Marie Javins visszatért szabadságáról. Chichester bevallása szerint soha nem kapott rá magyarázatot, hogy miért kellett otthagynia a sorozatot, de állítólag történetei Chase szerint túlságosan „kemények” voltak az átlag olvasó számára. Mivel tisztességtelennek tartotta, hogy Chase nem közölte vele személyesen és időben a döntését, Chichester nem volt hajlandó a névét adni a már megírt történetekhez (Daredevil 338–342.), melyek így az amerikai filmrendezők által használt Alan Smithee pszeudó-néven jelentek meg.
A 343. számban, melynek írója Warren Ellis volt, Fenegyerek nem szerepelt, a történet középpontjában Matt Murdock/Jack Batlin állt. A főhős a mozgalmas, három jelenetre tagolt történetben perbe fogta mindhárom személyazonosságát. Murdock saját maga ellen indított belső pere a füzet új írójának, J.M. DeMatteis-nek az Öreg katonák (Old Soldiers) című történetében folytatódott, melyben Nick Fury és a Megtorló is vendégszerepelt. Murdock egyre erőszakosabb lett a bűnözőkkel szemben, élvezte a vadászatot rájuk, de maga sem értette, hogy miért teszi ezt és hogy mivé fog válni ha tovább folytatja. A történet végén feltűnt egy titokzatos férfi is, aki Murdock régi, sárga-vörös Fenegyerek-ruháját viselte. DeMatteis, az Isteni színjáték felosztását követő Pokol (Inferno), Purgatórium (Purgatorio) és Paradicsom (Paradiso) című történeteiben Murdocknak egy elnyomott emlékkel, egy új és rejtélyes ellenféllel, valamint a régi Fenegyerekkel is meg kellett küzdenie, akiről kiderült, hogy valójában saját maga. Murdock tudathasadásán és idegösszeomlásán végül régi tanítómestere, Stick segítségével volt képes úrrá lenni, elfogadta személyisége minden oldalát, melyek jelképesen a Fenegyerek különböző öltözékeiben jelentek meg előtte. DeMatteis a Daredevil-sorozaton való munkássága során (mely igen korán félbeszakadt a szerkesztővel való nézetkülönbségeik miatt a sorozat hangulatát és irányát illetően) szeretett volna egyensúlyt teremteni Frank Miller „komor” Fenegyereke és a korábbi történetek könnyedebb hangulata között. Bár a sorozat korábbi írója, D.G. Chichester is a 350. számra tervezte Murdock nagy visszatérését és a Batlin személyazonosság eltörlését, véleménye szerint azonban DeMatteis teljesen rossz oldalról közelítette meg a Murdockban végbemenő belső folyamatokat.
Azt hiszem DeMatteis egy kivételes író, de abból amit én láttam az ő értelmezése a Murdock/Batlin ügyben, teljesen rossz nyomon járt. Ez a pszeudó-pszichopata dolog ütősen működött olyan történeteiben mint például a Pókember-Kraven sztori volt, de ugyanakkor semmi keresnivalója nem volt egy Fenegyerek-történetben. Az a határozott érzésem, hogy nem volt hű a szereplőhöz, amiken keresztülment, hogy eljusson arra a bizonyos pontra: soha nem gondolta, hogy ő Jack Batlin. Az csupán egy álca volt a számára, pont olyan mint a Fenegyerek. Persze egyértelmű, hogy én nem vagyok objektív ebben!
Időközben a Daredevil eladási mutatói egyre romlottak. A sorozat szerkesztője, James Felder és a Marvel főszerkesztője, Bob Harras egyetértettek abban, hogy jelentős változtatásokra van szükség. Ezek közül Matt Murdock és a régi, vörös öltözék visszatérése csak az első lépést jelentették. Felder úgy érezte, hogy a sorozatnak a kor szellemét kell követnie, ahogyan egykor Frank Miller is a Clint Eastwood-stílusú keményvonalas bűnözők világát és az akkoriban hódító keleti harcművészet népszerűségét használta fel. Véleménye szerint az olvasók az 1990-es évek közepén már inkább Bruce Willis-féle akcióhősöket akartak látni.
A Daredevil 351. számának beugró írója John Rozum volt, aki azt a feladatot kapta, hogy mutassa be az új, könnyed és felszabadult Fenegyereket. Rozumot gyakorlatilag felkészületlenül érte a feladat, a sorozat előző számait nem olvasta, a szerkesztők pedig nem tájékoztatták bővebben a szereplővel és a sorozattal kapcsolatos terveikről. A Segítő kezek (Helping Hands) című történetben Rozem által bemutatott új szereplő, a Bűn Ügynök szerepe az volt, hogy szemléltesse a kontrasztot a régi és az új Fenegyerek között. A kiadó a későbbiekben további munkát ígért Rozumnak a sorozaton, ez azonban végül nem valósult meg. A következő, 352. szám írója Ben Raab lett, aki szintén csupán egyetlen szám erejéig csatlakozott a Fenegyerek sorozatához (később még a 373. megírásában közreműködött), addig amíg a leendő alkotópáros, Karl Kesel író és Cary Nord rajzoló felkészült, hogy átvegyék a sorozatot. A 351. és 352. szám rajzolója Shawn McManus volt.
Kesel és Nord 1996 júniusban, a Daredevil 353. számával vették át a sorozatot. Kesel a Rozum által megkezdett könnyedebb hangulatban folytatta a füzet írását, bár emellett Nord véleménye szerint rajzstílusa a Miller-féle sötétebb történetek felé hajlott. Kesel több régi Fenegyerek ellenfelet is szerepeltetett a füzetben, köztük például Mister Hyde-ot is. Mivel a Fenegyerek kalandjai szinte teljesen elszigetelődtek a Marvel más sorozataitól, a kiadó 1996 és 1997 között játszódó Heroes Reborn eseménysorozata, melyben a Föld szuperhőseinek egy éven át Amerika Kapitány, Vasember, a Fantasztikus Négyes és a Bosszú Angyalai nélkül kellett elhárítaniuk a világot fenyegető veszélyeket, sem gyakorolt rá jelentős hatást. Az eseményre csupán a sorozat 358. számában történet utalás. Kesel és Nord rövid együttműködése során a régi rajongók közül többen az új Fenegyereket Pókemberhez kezdték hasonlítani, de ennek ellenére a sorozat eladott lapszáma növekedni kezdett és az olvasók visszajelzései is többnyire pozitívak voltak. 1997 közepén Felder, Kesel és Nord szinte egy időben, bár eltérő okok miatt váltak meg a sorozattól.
1997 júniusában, a 365. számmal Joe Kelly lett a Daredevil írója, aki a sorozatnál töltött rövid ideje alatt Cary Nord, Gene Colan és Ariel Olivetti rajzolókkal dolgozott együtt. Kelly-t, aki korábban a sorozat 358. számának beugró-írójaként már dolgozott egy Fenegyerek-történeten, a Daredevil szerkesztője, James Felder azért választotta Kesel utodjának, mivel úgy gondolta, hogy Kelly humoros stílusa éppen megfelelő folytatása lenne Kesel szintén könnyedebb hangvételű írásainak. Kelly 375. jubileumi számmal vált meg a sorozattól, melynek történetén Chris Claremonttal dolgozott együtt. A szerkesztőség már korábban eldöntötte, hogy a nemsokára a második sorozattal újrainduló Daredevil írója Kevin Smith lesz. Ennek az átmeneti időszaknak a beugró-írója Scott Lobdell volt, aki csupán egyetlen, a négy részes Vakrepülés (Flying Blind) című történet megírásáig maradt a sorozatnál. A történetben a Fenegyerek egy veszélyes küldetést vállal a S.H.I.E.L.D. megbízásából, hogy beépített ügynökként felderítse a Vezér egyik európai akcióját. Hogy tökéletes álcája legyen, a S.H.I.E.L.D. ügynökei átmenetileg törlik a Fenegyerek emlékeit, megváltoztatják a kinézetét, sőt még a vak hős látását is visszaadják. Lobdell a Vakrepülést Jim Shooter „a változás illúziója”-szabályának szellemében írta meg, melynek saját bevallása szerint mindig nagy rajongója volt. Ennek megfelelően a történet során látszólag akármilyen nagy, drámai változások is mennek végbe, Lodbell Vakrepülésében például, hogy Matt Murdock visszakapja látását, a történet végére mégis minden marad a régi.
Mivel csupán néhány szám erejéig ugrottam be a sorozathoz, fontos volt számomra, hogy egy olyan történetet alkossak, melyben úgy változtathatom meg a főszereplőt, hogy valójában nem is változtatom meg. Mivel a szereplő vak volt, én visszaadtam a látását néhány szám erejéig… de ennek az árát meg is megfizettettem Matt-tel: igen, újra láthatott, de nem mit Matt. Egy bizonyos ponton döntenie kellett: mi a fontosabb a számára, a szeme világa, vagy hogy önmaga legyen? Abban a percben, hogy ismét önmaga volt (hivatalosan befejezve a történetet, úgy, hogy a következő írónak soha többet ne kelljen rá utalnia, hacsak nem akar) a történet véget ért.
Lobdell emellett szeretett volna arra is választ kapni, hogy mi történet volna Matt Murdockkal, ha nem veszti el a látását, akkor is magára öltötte volna-e a Fenegyerek ruháját és egyáltalán milyen irányba folytatódott volna az élete. Lobdell azzal, hogy átmenetileg visszaadta a Fenegyerek látását, belepiszkált a sorozat leendő írójának, Kevin Smith-nek a terveibe, aki szintén vissza szerette volna adni a főhős látását. Az eset véletlen volt, mivel Smith terveiről Lodbellnek nem volt tudomása. Lobdell a Vakrepülésen Tom Morgan és Cully Hamner rajzolókkal dolgozott együtt.
A Fenegyerek első sorozata a 380. számmal, 1998 októberében ért véget. A füzet utolsó számait Tim Touhy felügyelte és tartotta a kapcsolatot az új sorozat alkotói csapatával. Touhy a Daredevil egyik korábbi alkotópárosát, D.G. Chichester írót és Lee Weeks rajzolót kérte fel az utolsó szám elkészítésére. Chichester kikötése az volt, hogy teljesen szabad kezet kapjon és hogy ne kelljen a történetet a sorozat korábbi és későbbi cselekményhez igazítania. A Csak egy jó történet (Just One Good Story) cselekményében Matt Murdock ügyvédkét a tárgyalótermen belül, és mint álarcos hős a város utcáin küzd az igazságért ugyanazon ügy kapcsán. A mozgalmas történet egyszerre több helyszínen és időben zajlik, melyek 1-2 oldalanként váltják egymást. A cselekmény egy része különböző „szemtanúk” elbeszéléséből elevenedik meg, akik ugyanazt az eseményt igen eltérő módon mesélik el. Chichester és Weeks a Csak egy jó történetet a néhány hónappal korábban elhunyt Archie Goodwinnak ajánlották, aki „sokkal több mint egy jó történetet” osztott meg az olvasókkal.

#### A második sorozat
A Daredevil-sorozat 1998 novemberében indult újra a Marvel Knights cégjelzés alatt. A Marvel Jimmy Palmiotti és Joe Quesada stúdióját, az Event Comics-ot bízta meg, hogy leheljen új életet a Fenegyerek, és a kiadó további három sorozatába az új cégjelzés alatt. A második sorozat első rajzolója maga Joe Quesada, írója pedig a forgatókönyvíró és filmrendező Kevin Smith lett. Smith eredeti történetében egy természetfeletti lény felajánlotta volna a Fenegyereknek, hogy visszaadja a látását, de mivel Scott Lobdell néhány hónappal azelőtt egy hasonló helyzettel szembesítette a főhőst, Smith kénytelen volt átdolgozni a történetet. Kevin Smith utólag úgy nyilatkozott, hogy ezt nem is igazán bánta és hogy meg van elégedve a végeredménnyel. Smith nyolc részes Őrző ördög (Guardian Devil) című történetében vallási és morális próbatétel elé állította a sorozat főhősét. Matt Murdocknak egy csecsemőt bíztak a gondjaira, aki azonban nem közönséges gyermek volt, egyes szereplők szerint az új megváltó, mások szerint pedig az Antikrisztus megtestesülése. A vallás és a hit kérdése Smith filmjeinek is fontos eleme volt, így az egy évvel később vetített Dogmának is. A hitében megrendült Murdockot újabb csapás éri, mikor szerelméről (és a sorozat egyik legrégebbi mellékszereplőjéről) Karen Page-ről kiderült, hogy AIDS-es. A történet végén Page életét áldozza, hogy megmentse Murdockot leghalálosabb ellenfelétől, Célponttól.
A 9. számmal, Kevin Smith távozását követően Quesada David Macket kérte fel, hogy legyen a sorozat írója. Mack a hét részes, Egy egész részei (Parts of a Hole) című történetében bemutatott egy új szereplőt, Maya Lopezt, fedőnevén Visszhangot aki először mint Murdock új szerelme és mint a Fenegyerek új ellenfele tűnt fel. A történet fontos szereplője volt a Vezér is, aki a történet végén elveszítette látását, mely mozzanattal Mack a további Fenegyerek-történetek egy igen fontos alapkövét fektette le. A történet, melybe Mack több saját gyermekkori élményét is beolvasztotta igen sikeres volt még a füzetek elcsúszó megjelenése ellenére is.

## Matt Murdock

### Eredettörténet: Vak igazság
Matt Murdock az 1940-es évek elején született. Anyja korán meghalt, így a fiút apja, „Bunyós” Jack Murdock, egy középkorú bokszoló nevelte. Apja felesége halálos ágyánál megfogadta, hogy taníttatni fogja a fiút, hogyha felnő tanult ember, orvos vagy ügyvéd lehessen. Matt apja kívánsága szerint lemondott a sportolásról, és minden idejét a tanulásnak szentelte. Amiért állandóan a könyveket bújta a környékbeli fiúk gúnyosan „Fenegyereknek” kezdték csúfolni. Ennek hatására Matt titokban, apja tudta nélkül edzeni kezdte magát. Időközben apja, hogy elég pénzt teremtsen elő fia egyetemi tanulmányaihoz, kénytelen volt leszerződni „Bundás” Roscoe Sweeney-vel, aki meccseket szervezett neki. Ugyanazon a napon a könyvtár előtt Matt meglátott egy vak öregembert az úton, aki felé teherkocsi robogott. Mattnek az utolsó pillanatban sikerült félrelöknie az öregembert a kocsi útjából, ugyanakkor ő maga súlyosan megsérült a balesetben. A teherkocsi radioaktív anyagot szállított és az egyik hordóból a veszélyes anyag Matt szemébe fröccsent, amitől a fiú megvakult. Annak ellenére, hogy elveszítette a látását Matt folytatta tanulmányait és felvételt nyert a jogi egyetemre. Nem sokkal a baleset után arra is rájött, hogy megmaradt érzékei; hallása, szaglása, tapintása és ízlelése emberfeletti módon érzékennyé váltak, valamint szert tett egy általa „radarösztönnek” nevezett képességre is. Eközben apja, Bunyós Jack karrierje is felfelé kezdett íveli, arról azonban mit sem tudott, hogy mérkőzéseit Roscoe gúnynevéhez híven megbundázta. Utolsó mérkőzése alkalmával, melyen fia is a nézők között volt, Bunyós Jacknek le kellett volna feküdnie az első menetben, de azt akarta, hogy fia büszke lehessen rá, így minden erejét összeszedve kiütötte ellenfelét. Pár perccel a meccs után Roscoe egyik embere agyonlőtte Jacket, amiért az nem engedelmeskedett. A gyilkosság után rendőrség nem talált nyomot amin elindulhatott volna a nyomozás.
Nem sokkal apja halála után Matt lediplomázott és barátjával, Foggy Nelsonnal saját ügyvédi irodát nyitottak. Az ifjú ügyvéd úgy érezte, képtelen lenne a munkájára koncentrálni amíg apja gyilkosa nem kerül az igazságszolgáltatás kezére. Emellett azonban nem akarta megszegni ígéretét, amit apjának tett, hogy az életben az eszét, mintsem az öklét fogja használni. Ezért a fogadalom elöli kibúvóként elkészített első, fekete-sárga-vörös jelmezét, és felvette régi gúnynevét, a Fenegyereket, hogy mint álarcos bűnüldöző, és nem mint Matt Murdock kutathassa fel apja gyilkosát. Első útja apja volt menedzseréhez, Bundás Roscoe-hoz vezetett, aki azonnal az álarcos hősre uszította embereit, mikor az Bunyós Murdock halálról kezdett kérdezősködni. Roscoe megpróbált elmenekülni, de a Fenegyerek a férfi szivarjának a szagát követve ismét megtalálta. A menekülés során Roscoe szívrohamot kapott és a helyszínen meghalt. Így Mattnek nem sikerült a bíróság elé állítania Roscoe-t, ahogyan azt szerette volna.

### Felszerelése és fegyverzete
Daredevil fegyverként puszta öklét és egy kampós végű
botot használ mely mellesleg saját vakoknak készült fehér botja volt
némi átalakítással.Az átalakított botot egy igen erős és rugalmas ismeretlen
anyagból készült zsineg (középtájon bizonyára megtörte a botot) tartotta össze mellyel tökéletesen tudott a Pókemberhez
hasonlóan utazni a város utcái felett. Emellett még fegyverként is jól használhatta,
mivel kampós végével könnyen megragadhatta vagy elgáncsolhatta ellenfeleit.

## Megjelenése a képregényeken kívül
- Daredevil – A fenegyerek (2003) című film (rendező: Mark Steven Johnson)
- Daredevil (televíziós sorozat) 2015-ben indult amerikai webes televízió sorozat
- The Defenders 2017-ben indult amerikai webes televízió sorozat
- Pókember: Nincs hazaút (2021) című film (rendező: Jon Watts)

## Nevezetes történetek
- Wake Up

## Magyarul olvasható
- Daredevil, a fenegyerek; Mark Steven Johnson forgatókönyve szöveg Greg Cox, ford. Szántai Zsolt; Szukits, Szeged, 2003
- Fenegyerek. Sárga; szöveg Jeph Loeb, Tim Sale mesélő, ford. Benes Attila; Fumax, Bp., 2019

## Külső hivatkozások
- Fenegyerek a Marvel Comics oldalain (angolul)
- Fenegyerek a ComicVine.com oldalain (angolul)
- Daredevil: The Man Without Fear – rajongói oldal (angolul)